# Guy Pellerin
Guy Pellerin est un peintre québécois né en 1954.

## Formation
Il détient un baccalauréat en arts visuels de l'Université Laval et une maîtrise du Massachusetts College of Art and Design de Boston. 

## Expositions
Le Musée des beaux-arts du Canada, le Musée d'art contemporain de Montréal, le Centre culturel canadien de Paris et le Centre des arts Saidye Bronfman ont présenté d'importantes expositions personnelles de ses œuvres.
Il a participé à la restauration des toiles d'Ozias Leduc de la cathédrale Saint-Charles-Borromée de Joliette en 2001. En 2004, il consacre une exposition intitulée La Couleur d'Ozias Leduc au Musée d'art de Joliette. 

## Publications
- Portraits, 1994

## Honneurs
- 1992 - Prix Joseph-S.-Stauffer
- 2000 - Prix Louis-Comtois, Ville de Montréal
- 2004 - Prix Ozias-Leduc de la Fondation Émile-Nelligan

## Musées et collections publiques
- Collection d'œuvres d'art, Université de Montréal
- Musée d'art contemporain de Montréal
- Musée d'art de Joliette
- Musée des beaux-arts de Montréal
- Musée national des beaux-arts du Québec[4]
- Musée régional de Rimouski